# Landkreis Uffenheim
Der Landkreis Uffenheim, bis 1939 Bezirksamt Uffenheim, gehörte zum bayerischen Regierungsbezirk Mittelfranken. Vor dem Beginn der bayerischen Gebietsreform am Anfang der 1970er Jahre umfasste der Landkreis 73 Gemeinden.

## Geographie

### Wichtige Orte
Die einwohnerstärksten Gemeinden waren Bad Windsheim, Uffenheim, Burgbernheim und Obernzenn.

### Nachbarkreise
Der Landkreis grenzte 1972 im Uhrzeigersinn im Nordwesten beginnend an die Landkreise Ochsenfurt, Kitzingen, Scheinfeld, Neustadt an der Aisch, Ansbach und Rothenburg ob der Tauber (alle in Bayern) sowie an den Landkreis Mergentheim (in Baden-Württemberg).

## Geschichte

### Bezirksamt
Das Bezirksamt Uffenheim wurde im Königreich Bayern 1862 durch den Zusammenschluss der Landgerichte älterer Ordnung Uffenheim und Windsheim gebildet.
Anlässlich der Reform des Zuschnitts der bayerischen Bezirksämter erhielt das Bezirksamt Uffenheim am 1. Januar 1880 die Gemeinden Egenhausen, Obernzenn, Unternzenn und Urphertshofen vom Bezirksamt Ansbach. Die Gemeinde Preuntsfelden wurde an das Bezirksamt Rothenburg ob der Tauber abgetreten.
Am 1. Juli 1932 wurde das Bezirksamt um die Gemeinden Bullenheim und Gnötzheim des Bezirksamtes Kitzingen vergrößert.

### Landkreis
Am 1. Januar 1939 wurde die reichseinheitliche Bezeichnung Landkreis eingeführt. So wurde aus dem Bezirksamt der Landkreis Uffenheim.
Am 1. Juli 1971 gab der Landkreis die Gemeinde Buch an den Landkreis Neustadt an der Aisch ab. Buch wurde in die Gemeinde Trautskirchen eingegliedert.
Am 1. Juli 1972 wurde der Landkreis Uffenheim im Zuge der Gebietsreform in Bayern aufgelöst und sein Gebiet zum größten Teil dem Landkreis Neustadt an der Aisch zugeschlagen. Die Gemeinden Bullenheim, Gnötzheim und Unterickelsheim wurden dem Landkreis Kitzingen zugeschlagen und traten damit nach Unterfranken über. Am 1. Mai 1973 erhielt der Landkreis Neustadt an der Aisch die heute gültige Bezeichnung Landkreis Neustadt an der Aisch-Bad Windsheim.
Am 1. Januar 1978 wurde die Gemeinde Bullenheim aus dem Landkreis Kitzingen in den Landkreis Neustadt an der Aisch-Bad Windsheim umgegliedert und nach Ippesheim eingemeindet.

## Einwohnerentwicklung
| Jahr | Einwohner | Quelle |
| ---- | --------- | ------ |
| 1864 | 30.244    | [ 8 ]  |
| 1885 | 32.420    | [ 9 ]  |
| 1900 | 30.309    | [ 10 ] |
| 1910 | 30.088    | [ 10 ] |
| 1925 | 29.457    | [ 11 ] |
| 1939 | 32.814    | [ 12 ] |
| 1950 | 46.664    | [ 13 ] |
| 1960 | 37.600    | [ 14 ] |
| 1971 | 37.300    | [ 15 ] |

## Gemeinden und gemeindefreie Gebiete
Kursiv gesetzte Orte sind noch heute selbständige Gemeinden. Bei den Orten, die heute nicht mehr selbständig sind, ist vermerkt, zu welcher Gemeinde der Ort heute gehört.

Landkreis Uffenheim, Gemeindegrenzenkarte von 1961

| Städte 1. Bad Windsheim 2. Uffenheim Märkte 1. Ippesheim 2. Ipsheim 3. Lenkersheim (Stadt Bad Windsheim) 4. Marktbergel 5. Obernzenn Gemeindefreie Gebiete 1. Buchholz (Bucherwald) (Stadt Uffenheim) 2. Hoheneckerforst (Markt Ipsheim) 3. Oberndorfer Gemeindewald (Markt Ipsheim) 4. Osing | Weitere Gemeinden 1. Adelhofen (Gemeinde Simmershofen) 2. Altheim (Gemeinde Dietersheim) 3. Auernhofen (Gemeinde Simmershofen) 4. Berolzheim (Stadt Bad Windsheim) 5. Brackenlohr (Stadt Uffenheim) 6. Buch (Gemeinde Trautskirchen) 7. Buchheim (Stadt Burgbernheim) 8. Bullenheim (Markt Ippesheim) 9. Burgbernheim 10. Custenlohr (Stadt Uffenheim) 11. Dottenheim (Gemeinde Dietersheim) 12. Egenhausen (Markt Obernzenn) 13. Eichelberg (Markt Ipsheim) 14. Equarhofen (Gemeinde Simmershofen) 15. Ergersheim 16. Ermetzhofen (Gemeinde Ergersheim) 17. Gallmersgarten 18. Geckenheim (Gemeinde Weigenheim) 19. Geißlingen (Gemeinde Oberickelsheim) 20. Gnötzheim (Gemeinde Martinsheim, Landkreis Kitzingen) 21. Gollachostheim (Gemeinde Gollhofen) 22. Gollhofen 23. Gülchsheim (Gemeinde Hemmersheim) 24. Hemmersheim 25. Herbolzheim (Markt Markt Nordheim) 26. Herrnberchtheim (Markt Ippesheim) 27. Hohlach (Gemeinde Simmershofen) 28. Humprechtsau (Stadt Bad Windsheim) 29. Ickelheim (Stadt Bad Windsheim) 30. Illesheim 31. Kaubenheim (Markt Ipsheim) 32. Külsheim (Stadt Bad Windsheim) 33. Langensteinach (Stadt Uffenheim) 34. Lipprichhausen (Gemeinde Hemmersheim) 35. Mailheim (Markt Ipsheim) 36. Mörlbach (Gemeinde Gallmersgarten) 37. Neuherberg (Gemeinde Ergersheim) 38. Oberaltenbernheim (Markt Obernzenn) 39. Oberickelsheim 40. Oberndorf (Markt Ipsheim) 41. Obernesselbach (Stadt Neustadt an der Aisch) 42. Oberntief (Stadt Bad Windsheim) 43. Ottenhofen (Markt Marktbergel) 44. Pfaffenhofen (Stadt Burgbernheim) 45. Pfahlenheim (Gemeinde Hemmersheim) 46. Reusch (Gemeinde Weigenheim) 47. Rodheim (Gemeinde Oberickelsheim) 48. Rudolzhofen (Stadt Uffenheim) 49. Rüdisbronn (Stadt Bad Windsheim) 50. Schwebheim (Stadt Burgbernheim) 51. Seenheim (Gemeinde Ergersheim) 52. Simmershofen 53. Ulsenheim (Markt Markt Nordheim) 54. Unteraltenbernheim (Markt Obernzenn) 55. Unterickelsheim (Gemeinde Martinsheim, Landkreis Kitzingen) 56. Unternzenn (Markt Obernzenn) 57. Urfersheim (Gemeinde Illesheim) 58. Urphertshofen (Markt Obernzenn) 59. Uttenhofen (Stadt Uffenheim) 60. Walddachsbach (Gemeinde Dietersheim) 61. Walkershofen (Gemeinde Simmershofen) 62. Wallmersbach (Stadt Uffenheim) 63. Weigenheim 64. Welbhausen (Stadt Uffenheim) 65. Westheim (Gemeinde Illesheim) 66. Wiebelsheim (Stadt Bad Windsheim) |

## Kfz-Kennzeichen
Am 1. Juli 1956 wurde dem Landkreis bei der Einführung der bis heute gültigen Kfz-Kennzeichen das Unterscheidungszeichen UFF zugewiesen. Es wurde bis zum 3. August 1974 ausgegeben. Seit dem 10. Juli 2013 ist es aufgrund der Kennzeichenliberalisierung wieder im Landkreis Neustadt an der Aisch-Bad Windsheim erhältlich.